# Siarhiej Martynau (strzelec)
Siarhiej Martynau (biał. Сяргей Анатольевіч Мартынаў,  Łacinka Siarhiej Martynaŭ, ros. Сергей Анатольевич Мартынов, Siergiej Anatoljewicz Martynow; ur. 18 maja 1968 w Moskwie) – białoruski strzelec sportowy. Trzykrotny medalista olimpijski.
Specjalizuje się w karabinie małokalibrowym. Wcześniej startował w barwach Związku Radzieckiego. Brał udział w sześciu igrzyskach (IO 88, IO 96, IO 00, IO 04, IO 08, IO 12), na trzech zdobywał medale. W 2012 odniósł największy sukces w karierze, triumfował w strzelaniu z pozycji leżącej na dystansie 50 metrów. W tej samej konkurencji był trzeci w 2000 i 2004 roku i mistrzem świata w 2006.